# Les Trois Archanges avec Tobie (Lippi)
Pour les articles homonymes, voir Les Trois Archanges avec Tobie.
Les Trois Archanges avec Tobie  est une peinture en  tempera sur panneau de  100 × 127 cm,  de Filippino Lippi, de 1485 environ,  conservée à la galerie Sabauda (Turin).

## Thème
L'épisode représenté est le voyage de Tobie accompagné des trois archanges Michel,  Gabriel et  Raphaël, destiné à ramener d'Ecbatane un traitement contre la cécité de son père Tobie (le cœur, le foie et le fiel d'un poisson). Rapporté dans le livre de Tobie, il n'y est fait par contre allusion qu'à l'archange Raphaël,  mais d'autres tableaux  exposent également les trois archanges conjoints dans la même scène (comme  par Francesco Botticini en 1470).

## Description
Les trois archanges  (deux précédant Tobie et un le suivant) partent vers la gauche. Ils portent les attributs de leur fonction céleste : à gauche Michel avec son épée et un globe terrestre surmonté d'une croix, à gauche, Gabriel, le lys blanc qu'il offrit à la Vierge le jour de l'Annonciation. Raphaël, aux pieds duquel se tient un chiot,  tient Tobie par la main, au centre ; ce dernier tient le poisson dont le fiel  permettra de guérir son père.
Chacun des archanges porte sur le costume de sa fonction (armure et jambières pour Michel), un voile ou un habit vaporeux de couleurs distinctes entre eux : orangé pour Michel, verdâtre pour Raphaël, bleuté pour Gabriel.
Tous les personnages sont auréolés discrètement.
Un paysage champêtre occupe le fond du décor sur fond de ciel bleu dégradé, une ville se profile au lointain entre Michel et Raphaël.

## Analyse

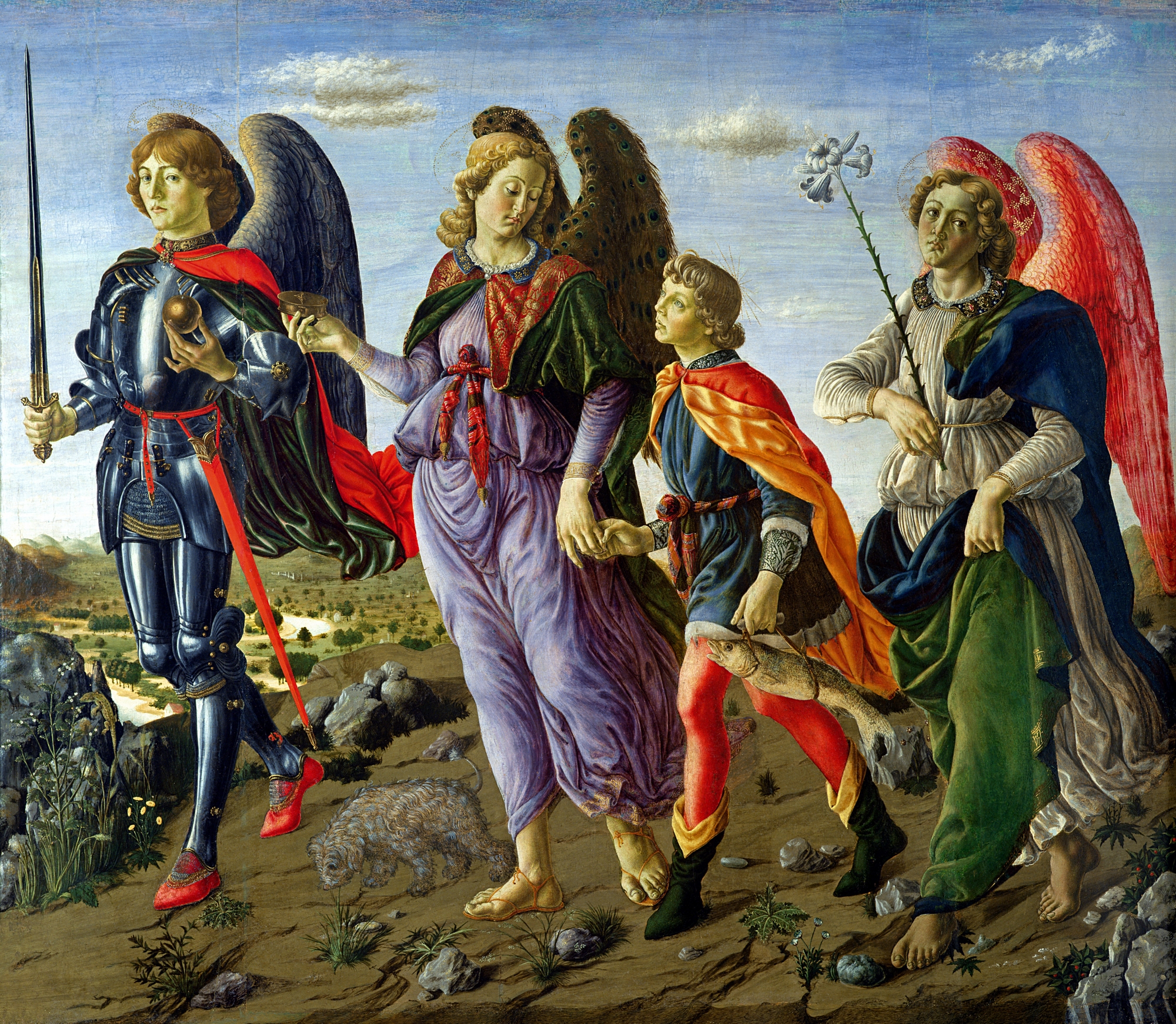
Le thème préalablement traité par Francesco Botticini.

La composition est similaire, dans ses détails et le placement des personnages, à une œuvre préalable portant le même titre,  celle de Francesco Botticini.
Cette œuvre par les habits vaporeux détaillés des archanges, rappelle également le Printemps de Botticelli, maître de Filippino Lippi.